# Eraldo Pecci
Eraldo Pecci (12. duben 1955, San Giovanni in Marignano, Itálie) je bývalý italský fotbalový záložník.
Velký fotbal začal hrál v Boloni již od mládežnických let. První zápasy za dospělé odehrál v roce 1974 a hned byl u vítězství v italském poháru (1973/74). V roce 1975 jej koupil Turín. Za býky odehrál šest sezon a vyhrál s nimi jediný svůj titul v sezoně 1975/76. V roce 1981 klub opustil opustil a přestěhoval se do Fiorentiny spolu s útočníkem Grazianim. Za fialky si zahrál čtyři sezony a v roce 1985 byl prodán do Neapole. S Neapolitans uhrál 3. místo v lize, ale z rodinných důvodů se po roce rozhodl vrátit domů do Boloně. V sezoně 1987/88 přispěl k postupu do nejvyšší ligy. V Boloni hrál do roku 1989. Ještě zkoušel hrát ve Vicenze, ale kvůli zranění neodehrál žádné utkání a skončil s fotbalovou kariérou.
Za reprezentaci odehrál šest utkání. Byl na MS 1978, ale neodehrál tam žádné utkání.

## Hráčská statistika
| Sezóna  | Klub       | Liga    | Liga   | Liga | Ligové poháry | Ligové poháry | Ligové poháry | Kontinentální poháry | Kontinentální poháry | Kontinentální poháry | Celkem | Celkem |
| Sezóna  | Klub       | Soutěž  | Zápasy | Góly | Soutěž        | Zápasy        | Góly          | Soutěž               | Zápasy               | Góly                 | Zápasy | Góly   |
| ------- | ---------- | ------- | ------ | ---- | ------------- | ------------- | ------------- | -------------------- | -------------------- | -------------------- | ------ | ------ |
| 1973/74 | Bologna    | Serie A | 10     | 1    | IP            | 3             | 0             | Stř.P                | 2                    | 0                    | 15     | 1      |
| 1974/75 | Bologna    | Serie A | 24     | 1    | IP            | 5             | 0             | PVP                  | 1                    | 0                    | 30     | 1      |
| 1975/76 | Turín      | Serie A | 28     | 2    | IP            | 4             | 1             | -                    | 0                    | 0                    | 3      |        |
| 1976/77 | Turín      | Serie A | 23     | 0    | IP            | 4             | 1             | PMEZ                 | 2                    | 0                    | 29     | 1      |
| 1977/78 | Turín      | Serie A | 21     | 3    | IP            | 1             | 0             | UEFA                 | 6                    | 1                    | 29     | 4      |
| 1978/79 | Turín      | Serie A | 27     | 1    | IP            | 4             | 0             | UEFA                 | 2                    | 0                    | 33     | 1      |
| 1979/80 | Turín      | Serie A | 27     | 2    | IP            | 9             | 1             | UEFA                 | 1                    | 0                    | 37     | 3      |
| 1980/81 | Turín      | Serie A | 27     | 2    | IP            | 10            | 1             | UEFA                 | 6                    | 1                    | 43     | 4      |
| 1981/82 | Fiorentina | Serie A | 25     | 2    | IP            | 6             | 0             | -                    | 0                    | 0                    | 31     | 2      |
| 1982/83 | Fiorentina | Serie A | 26     | 1    | IP            | 5             | 0             | UEFA                 | 2                    | 0                    | 33     | 1      |
| 1983/84 | Fiorentina | Serie A | 30     | 4    | IP            | 7             | 0             | PVP                  | 9                    | 0                    | 37     | 4      |
| 1984/85 | Fiorentina | Serie A | 30     | 6    | IP            | 7             | 0             | UEFA                 | 4                    | 1                    | 41     | 7      |
| 1985/86 | Neapol     | Serie A | 24     | 1    | IP            | 5             | 0             | -                    | 0                    | 0                    | 29     | 1      |
| 1986/87 | Bologna    | Serie B | 32     | 1    | IP            | 3             | 0             | -                    | 0                    | 0                    | 35     | 1      |
| 1987/88 | Bologna    | Serie B | 35     | 2    | IP            | 6             | 2             | -                    | 0                    | 0                    | 41     | 4      |
| 1988/89 | Bologna    | Serie A | 32     | 0    | IP            | 5             | 0             | Stř.P                | 1                    | 0                    | 38     | 0      |
| 1989/90 | Bologna    | Serie A | 2      | 0    | IP            | 1             | 0             | -                    | 0                    | 0                    | 3      | 0      |
| Celkem  | Celkem     | Celkem  | 423    | 29   | -             | 86            | 6             | -                    | 27                   | 3                    | 536    | 38     |

## Úspěchy

### Klubové
- 1× vítěz 1. italské ligy (1975/76)
- 1× vítěz 2. italské ligy (1987/88)
- 1× vítěz italského poháru (1973/74)

### Reprezentační
- 1× na MS (1978)